# Olesno (gmina w województwie opolskim)
Olesno – gmina miejsko-wiejska w województwie opolskim, w powiecie oleskim. W latach 1975–1998 gmina położona była w województwie częstochowskim.
Siedziba gminy to Olesno.
Według danych z 30 czerwca 2006 gminę zamieszkiwało 18 837 osób.

## Struktura powierzchni
Według danych z roku 2002 gmina Olesno ma obszar 240,8 km², w tym:
- użytki rolne: 49%
- użytki leśne: 43%

Gmina stanowi 24,73% powierzchni powiatu.

## Demografia

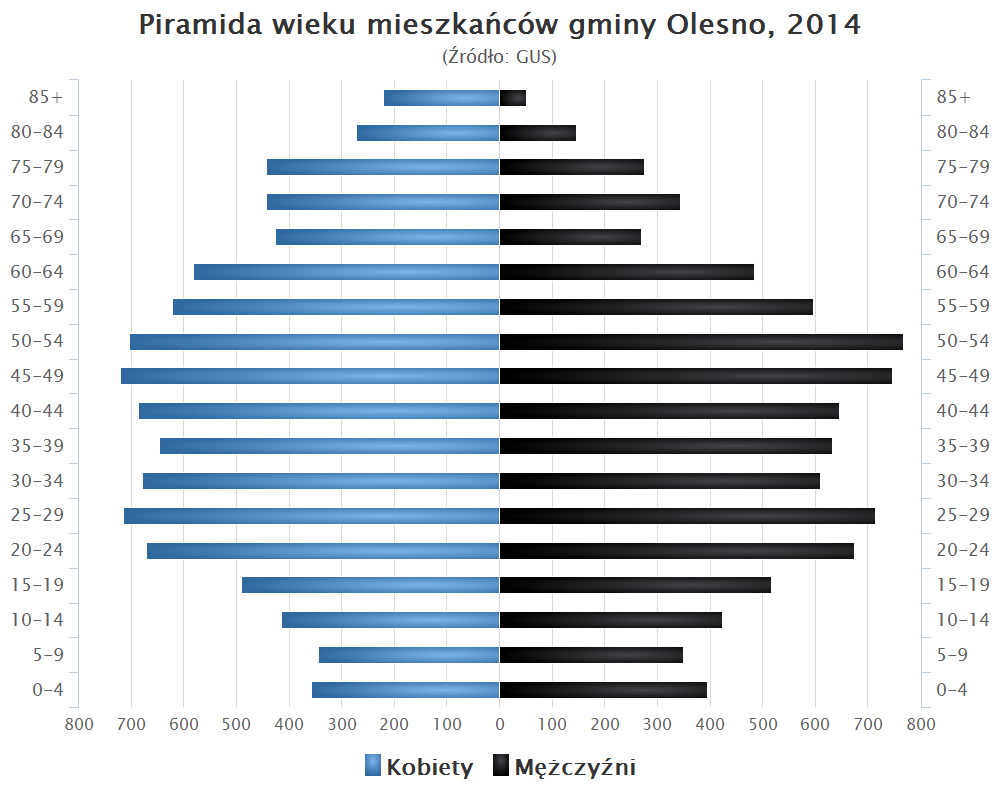
Piramida wieku mieszkańców gminy Olesno w 2014 roku

Dane z 30 czerwca 2006:
| Opis                              | Ogółem | Ogółem | Kobiety | Kobiety | Mężczyźni | Mężczyźni |
| --------------------------------- | ------ | ------ | ------- | ------- | --------- | --------- |
| jednostka                         | osób   | %      | osób    | %       | osób      | %         |
| populacja                         | 18 837 | 100    | 9743    | 51,7    | 9094      | 48,3      |
| gęstość zaludnienia (mieszk./km²) | 78,2   | 78,2   | 40,5    | 40,5    | 37,7      | 37,7      |

## Miejscowości
Miasto Olesno oraz wsie:
Bodzanowice, Borki Małe, Borki Wielkie, Boroszów, Broniec, Grodzisko, Kolonia Łomnicka, Kucoby, Leśna, Łomnica, Łowoszów, Sowczyce, Stare Olesno, Świercze, Wachowice, Wachów, Wojciechów, Wysoka.
Inne jednostki osadnicze: Czarny Las, Zdunów

## Sąsiednie gminy
Ciasna, Dobrodzień, Gorzów Śląski, Kluczbork, Krzepice, Lasowice Wielkie, Przystajń, Radłów, Zębowice